# Scary Monsters (and Super Creeps)
Scary Monsters (and Super Creeps) — четырнадцатый студийный альбом Дэвида Боуи, вышедший в сентябре 1980 года на лейбле RCA Records. Это его первый альбом после «Берлинской Трилогии» — Low, «Heroes» и Lodger (1977—1979). Хотя трилогия считается более значительной в художественном отношении, она оказалась менее успешной в коммерческом плане. Кроме того, со «Scary Monsters» Боуи достиг того, что биограф Дэвид Бакли назвал «идеальный баланс». Через две недели после выпуска альбом занял первое место в британском чарте.

## Предыстория
С 1976 по 1979 год Боуи записал то, что стало известно как «Берлинская трилогия», которая состояла из таких альбомов, как: Low, «Heroes» (оба выпущены в 1977 г.) и Lodger (1979 г.). «Трилогия» была создана в сотрудничестве с музыкантом Брайаном Ино и продюсером Тони Висконти. «Трилогия» оказала огромное влияние на музыкальные жанры; альбом Low рассматривается как предшественник пост-рока и пост-панка, повлияв на таких исполнителей, как Joy Division и The Human League, в то время как использование народной музыки в альбоме Lodger считается вдохновляющим для группы Talking Heads и Пола Саймона.
Хотя «Трилогия» считалась очень значимой в художественном плане, она оказалась менее успешной в коммерческом. Коммерческой эффективности Lodger препятствовали такие музыкальные исполнители, на которых повлияли более ранние «берлинские» релизы, как Гэри Ньюман. Ньюман, был большим поклонником Боуи, но был отвергнут фан-базой Боуи как «простой подражатель». Сам Боуи критиковал Ньюмана, что привело к многолетней вражде между двумя музыкантами. По словам биографа Дэвида Бакли, слава Ньюмана косвенно привела к тому, что Боуи выбрал более коммерческое направление для своей следующей записи.

## Запись и производство
Была определённая степень оптимизма в создании [Scary Monsters], потому что я проработал некоторые из своих проблем, я чувствовал себя очень позитивно в отношении будущего, и я думаю, что только что приступил к написанию действительно всеобъемлющего и хорошо продуманного альбома.
В феврале 1980 года Боуи отправился в студию Power Station в Нью-Йорке, чтобы начать запись своего следующего альбома. Из «Берлинской трилогии» вернулся Висконти, которому Боуи сразу же сказал, что это будет более коммерческая запись, чем его предыдущие релизы. Не вернулся Брайан Ино, который прекратил своё сотрудничество с Боуи после альбома Lodger, заявив, что, по его мнению, «Берлинская трилогия» «иссякла» из-за этой записи. Основной состав, состоявший из Денниса Дэвиса, Карлоса Аломара и Джорджа Мюррея, вернулся на сессии, хотя это будет пятый и последний альбом Боуи, в котором будет представлен этот состав, который был вместе с альбома Station to Station (1976 г.); только Аломар будет продолжать работать с Боуи в дальнейшем. Гитарист Эдриан Белью, игравший на Lodger, утверждал, что получил предоплату за участие в сессиях, и был удивлён, обнаружив, что запись сделана без него. Вместо этого гитарист King Crimson Роберт Фрипп, игравший в «Heroes», был возвращён вместе с новичком Чаком Хаммером, который был нанят Боуи после того, как услышал игру Хаммера с Лу Ридом годом ранее. По словам редакторов NME Роя Карра и Чарльза Шаара Мюррея, Хаммер добавил несколько текстурных слоев, используя синтезаторную гитару, а Фрипп вернул тот же характерный звук, который он дал на пластинке «Heroes». Возвращаясь после Station to Station, пианист Рой Биттан принял участие в записи альбома The River Брюса Спрингстина (1980) одновременно в той же студии. Висконти вспомнил момент в гостиной студии, когда Дэвис повернулся к Спрингстину и спросил: «В какой группе вы играете?».

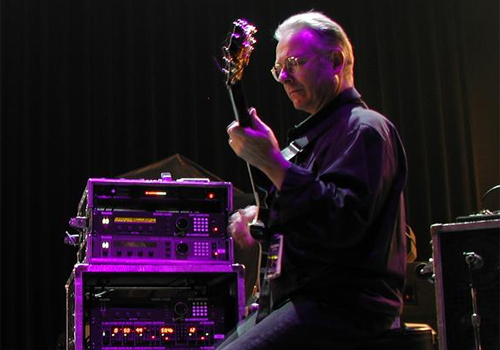
На сессии во время записи альбома вернулся гитарист группы King Crimson Роберт Фрипп, ранее работавший с Боуи в альбоме «Heroes».

Первые сессии в студии Power Station проходили в течение двух с половиной недель, а дополнительная неделя использовалась для наложений. За это время полностью была завершена только песня «It’s No Game (No. 2)». Остальные треки были исключительно инструментальными. Во время сессий Аломар предложил записать кавер-версию песни Тома Верлена «Kingdom Come». Боуи чувствовал, что эта песня была выдающимся на одноимённом сольном альбоме Верлена 1979 года, заявив, что «Это просто случайно вписывается в разрозненную схему вещей». Боуи попросил Верлена сыграть на соло-гитаре в этой песне. Верлен согласился, но по прибытии в студию он опробовал множество гитарных усилителей, чтобы «получить правильный звук», в то время как Боуи и Висконти оставили его в покое. Висконти вспоминал: «Я не думаю, что мы когда-либо использовали ноты его игры, если мы даже записывали его». Вместо этого Фрипп закончил играть на соло-гитаре. Также во время этих сессий был записан инструментальная композиция под названием «Crystal Japan». Первоначально она должна была стать заключительным треком альбома, но была отброшена в пользу репризы «It’s No Game». Вместо этого он был выпущен как сингл в Японии и впервые появился в 1980 году в японской телевизионной рекламе напитка сётю от компании Crystal Jun Rock.
Вместо того, чтобы импровизировать тексты и музыку, как это было с предыдущими релизами, Боуи сообщил Висконти, что хочет потратить время на сочинение и разработку текстов и мелодий; Висконти вспоминал: «Вместо того, чтобы сразу же написать готовые мелодии и тексты, Дэвид попросил сделать длительный перерыв, чтобы всё обдумать, поэтому мы всё отложили до двух месяцев в Лондоне». Бакли пишет, что то, что он представил Висконти, было «одними из самых инновационных мелодий в его карьере». По словам биографа Николаса Пегга, некоторые из рукописных текстов были включены в выставку Дэвида Боуи 2013 года. Многие треки имели рабочие названия на раннем этапе. В кассете, датированной мартом 1980 года в архиве Висконти, некоторые треки включали «People Are Turning to Gold» (позже ставшие «Ashes to Ashes»), «It Happens Everyday» (позже ставшие «Teenage Wildlife») и «Jamaica» (ставшие «Fashion» в конце разработки альбома). Также в этот момент «Up the Hill Backward» был известен как «Cameras in Brooklyn», а «Scream Like a Baby» был известен как «I Am a Laser», который был первоначально написан в 1973 году, записано группой The Astronettes (состоящими из членов группы Боуи Авы Черри и Джеффа Маккормака) в Olympic Studios в том же году. Пегг пишет, что был трек под названием «Is There Life After Marriage?» это было записано и оставлено незаконченным во время сессий. Инструментальная кавер-версия песни «I Feel Free» группы Cream также была записана и оставлена незаконченной, хотя позже она была возвращена для альбома Black Tie White Noise 1993 года. По словам Пегга, тексты для заглавного трека были написаны в ответ на рекламную кампанию кукурузных хлопьев Kellogg’s, который предлагал новые игрушки «Scary Monsters and Super Creeps».
Сессии возобновились в апреле 1980 года в студии звукозаписи Good Earth в Лондоне, собственной студии Висконти в то время. Здесь был записан весь вокал, включая повествование на японском языке, предоставленное актрисой Мичи Хиротой для песни «It’s No Game (No. 1)». Дополнительные инструментальные наложения были предоставлены Фриппом и клавишником Энди Кларком, а также гостевым выступлением гитариста The Who Пита Таунсенда на «Because You’re Young». Таунсенд, который в то время занимался многочисленными личными проблемами, прибыл в студию в плохом настроении, и на вопрос, что они хотят, Боуи и Висконти ответили «аккорды Пита Таунсенда». Его вклад в конечном счёте был поставлен на низкое место в миксе.

## Музыка и тексты песен
К тому времени, когда появился Scary Monsters, музыка, которую я делал, стала очень приемлемой... это определённо был звук начала восьмидесятых.
Комментаторы классифицировали жанры на Scary Monsters как арт-рок, новая волна и пост-панк. Стивен Томас Эрлевайн, рецензент AllMusic, называет Scary Monsters кульминацией работ Боуи 1970-х годов. Он также считает, что звук пластинки не «далёк от пост-панка начала 80-х». Пегг соглашается, описывая пластинку как «триумфальную кульминацию стальной фазы арт-рока Боуи и решающий вход в британскую поп-музыку начала 1980-х». В ретроспективе карьеры, онлайн-журнал Consequence of Sound описало Scary Monsters как «высокий водяной знак арт-попа, по которому всё ещё сравниваются будущие релизы Боуи». Сам Боуи считал звук записи «воплощением звука новой волны в то время». Рой Карр и Чарльз Шаар Мюррей описывают звук альбома как более жесткий — и его мировоззрение более отчаянное чем всё, что он выпустил со времён Diamond Dogs (1974 г.).

### Первая сторона
Альбом открывается песней «It’s No Game (No. 1)», в которой представлены зловещие семплы гитар и кричащее вокальное исполнение Боуи, которое О’Лири сравнивает с исполнением Джона Леннона в альбоме Plastic Ono Band (1970 г.). Частично взятое из более старой мелодии в песне под названием «Tired of My Life», в нём содержатся тексты, прочитанные японской актрисой Мичи Хоритой, которые были переведены Хисахи Миурой. Хорита произносит то, что Бакли описывает как «голос самурая, мачо», который был сделан по настоянию Боуи как способ «сломать особый тип сексистского отношения к женщинам». Текст песни «Up the Hill Backwards» посвящён борьбе с кризисом. Боуи неправильно цитирует книгу Томаса Энтони Харриса 1967 года «Я в порядке — Вы в порядке», руководство о том, как сохранить брачные отношения; Карр и Мюррей рассматривают это как ссылку на развод Боуи с Энджи Боуи. В музыкальном плане он имеет необычные временные сигнатуры и рифф, вдохновлённый Бо Диддли. Заглавный трек восходит к песне 1975 года под названием «Running Scared», которую Боуи первоначально сыграл своему другу Игги Попу. Ритм-секция черпала вдохновение из творчества группы Joy Division; Выступление Дэвиса на барабанах сравнивали с выступлением Стивена Морриса на «She’s Lost Control». Музыка сильно искажена, показывая свирепую игру на гитаре Фриппа, стучащие барабаны Дэвиса и «вылеченный» акцент кокни Боуи. Лирически это следует за клаустрофобическими отношениями между женщиной (начиная с «берлинских дней» Боуи) и мужчиной (демоны внутри Боуи).
В «Ashes to Ashes» упоминается персонаж из песни Боуи 1969 года «Space Oddity» майор Том. Однако более десяти лет спустя Боуи описывает майора Тома как «наркомана» (англ. junkie), что было истолковано как параллель с собственной борьбой Боуи с наркозависимостью на протяжении 1970-х годов. В 1990 году Боуи признал «Ashes to Ashes» как конфронтацию своего прошлого: «Вы должны приспособить своё прошлое в своей персоне. Вы должны понять, почему вы прошли через них… Вы не можете просто игнорировать их, чтобы выбросить их из головы, или притвориться, что их не было, или просто сказать: „О, тогда я был другим“». В музыкальном плане «Ashes to Ashes» построен вокруг темы синтезаторной гитары Чака Хаммера, дополненной синтезатором Энди Кларка. Как и «Space Oddity» до этого, песня была построена поэтапно и содержит слои инструментов в своём миксе. Песня «Fashion» напоминает предыдущий сингл Боуи «Golden Years» с его смесью фанка и регги. Он развился из пародии на регги, начатой Кларком на его синтезаторе, и включает гитарные «визги» Фриппа. Помимо своего танцевального мотива, в тексте прослеживаются элементы фашизма: «We are the goon squad» (с англ. — «Мы — отряд головорезов») и «…Turn to the left / …Turn to the right» (с англ. — «Повернись налево / Повернись направо»). Строчка «Beep-beep» (с англ. — «Би-бип») была взята из более ранней неизданной песни под названием «Rupert the Riley».

### Вторая сторона

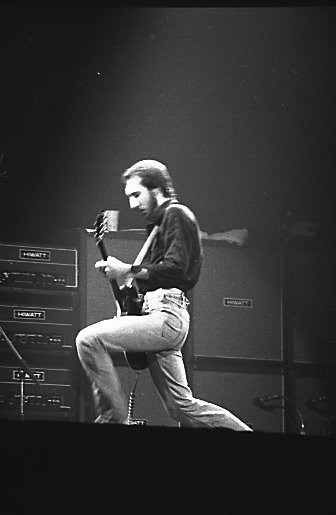
Гитарист The Who Пит Таунсенд играл на гитаре в песне «Because You’re Young».

«Teenage Wildlife», самый длинный трек в альбоме, структурно похож на композицию «Heroes». Как ни странно, в песне отсутствует припев: текст заканчивается только названием песни, которое «поётся» гитарными брейками Фриппа. Его бэк-вокал напоминает на звучание группы The Ronettes, в то время как партии на фортепиано исполнил Рой Биттан. Текст песни был широко интерпретирован. Одна из таких интерпретаций заключается в том, что песня является «нападением» на подражателей Боуи, которые появились в конце 1970-х годов, таких как Гэри Ньюман, который лично считал, что он был мишенью. Карр и Мюррей утверждают, что песня — это размышления Боуи о его молодом «Я», в то время как Пегг считает её конфронтацией с критиками, которые пытались помешать Боуи последовательно развиваться на протяжении 1970-х годов. Сам Боуи написал в 2008 году, что тексты песен посвящены «короткому взгляду на жизнь, не заглядывая слишком далеко вперёд и не предсказывая надвигающиеся тяжёлые удары». Хотя песня «I Am a Laser» была записана в середине 70-х годов в составе группы The Astronettes, «Scream Like a Baby» (переделанная версия песни) имеет современное звучание новой волны с текстами нестабильности и политического заключения, которые сравниваются с темами, присутствующими в альбоме The Man Who Sold the World (1970 г.). Боуи записал свой вокал с помощью pitch-контроля, а именно техники варьирования скорости, которая создаёт эффект «раздвоения личности».
Первый кавер Боуи в студийном альбоме со времён Station to Station, «Kingdom Come» — выполнен в том же стиле исполнении, что и оригинал Верлена, но более помпезный по стилю. Доггетт описывает аранжировку как «несчастную помесь звука Motown и стерильности американского AOR». В лирическом плане песня имеет схожие темы с другими треками альбома, включая разочарование, скуку и повторяемость. После «освобождения» Боуи посвятил «Because You’re Young» своему тогдашнему девятилетнему сыну Дункану. Лирически песня похожа на другие треки Scary Monsters, в которых Боуи размышляет и даёт советы молодому поколению. Вклад приглашённого гитариста Пита Таунсенда в миксе невелик. Альбом заканчивается песней «It’s No Game (No. 2)», что резко контрастирует с «It’s No Game (No. 1)». Скорее, в нём есть новые тексты и он более мягкий и медитативный. Доггетт пишет, что в то время как «It’s No Game (No. 1)» «достиг кульминации с сигналами безумия», «It’s No Game (No. 2)» «просто заканчивается, сливая цвет со всего вокруг». Подобно тому, как начинается альбом, он заканчивается звуком перемотки и воспроизведения ленты, хотя на этот раз он замедляется до полной остановки.

## Художественное оформление

Четыре ранних альбома Боуи, на обратной стороне обложки.

Обложка Scary Monsters представляет собой крупномасштабный коллаж художника Эдварда Белла с изображением Боуи в костюме Пьеро, надетом в музыкальном клипе «Ashes to Ashes», а также фотографии, сделанные фотографом Брайаном Даффи. По сообщениям, Даффи был расстроен окончательным оформлением, поскольку он чувствовал, что фотографии в стиле мультипликационном стиле унижает его. На обратной стороне обложки оригинальной пластинки есть изображения четырёх более ранних альбомов Боуи, а именно к непосредственно предшествующей «Берлинской трилогии» и альбом Aladdin Sane 1973 года, последний также был разработан и сфотографирован Даффи. Обложки Low, «Heroes» и Lodger — на последней изображен торс Боуи, наложенный на фигуру с внутренней фотографии Aladdin Sane — были изображены в маленьких побеленных рамах слева от списка композиции. Использованная надпись была переработана Джеральдом Скарфом для альбома Pink Floyd The Wall и будет также использована на многих обложках альбомов после его релиза. Эти изображения не были использованы только в переиздании лейбла Rykodisc в 1992 году, но были восстановлены для ремастированного издания на EMI/Virgin 1999 года. Оригинальная обложка альбома в рамке была представлена на выставке музея Дэвида Боуи.

## Синглы
После издания сингла «Ashes to Ashes» в августе 1980 года, за месяц до выхода альбома, и «Fashion» в октябре, заглавный трек был выпущен в качестве сингла в январе 1981 года, на пластинках и кассетах. Последний сингл из альбома, «Up the Hill Backwards», был издан в марте 1981 года. Другие песни, которые выпустил на компакт-дисках лейбл Rykodisc в это период, были: обе стороны синглов «Alabama Song» и «Space Oddity», последний абсолютный ремейк, который дебютировал в новогодний период 1979 года, на The Kenny Everett Video Show и подавался как «ритуальное очищение»; композиция «Crystal Japan», которая вошла на сторону «Б» «Up the Hill Backwards» в Великобритании, и сторону «А» «Alabama Song» в Японии, где она также использовалась для рекламы сакэ; а также новая версия композиции «Panic in Detroit», из альбома «Aladdin Sane».

## Выпуск и влияние
RCA Records выпустил «Scary Monsters» в сентябре 1980 года, с рекламным слоганом «Зачастую скопированный, никогда не одинаковый» (англ. «Often Copied, Never Equalled»), который рассматривается как прямая ссылка на «новую волну», вдохновлявшую Боуи на протяжении многих лет. Альбом был высоко оценён критиками; Record Mirror оценил его в семь звезд из пяти, а Melody Maker назвал его «устрашающе впечатляющим шагом в 80-е», Billboard сообщил, что он «должен быть самым доступным и коммерчески успешным альбомом Боуи за последние годы». «Scary Monsters» стал #1 в британских чартах, тем самым став первым альбомом, со времён «Diamond Dogs» достигшим вершины хит-парада. В США альбом стал #12. Это была самая высокая позиция для альбомов Боуи в США со времён «Low», вышедшего четырьмя годами ранее.
Несмотря на международную славу и коммерческий успех, которого Боуи добился в ближайшие годы (особенно с его следующим альбомом «Let's Dance» 1983 года), многие комментаторы полагают, что «Scary Monsters» стал «его последним большим альбом», «критерием» для каждого нового материала. Альбомам, выходившим после него, таким как «Heathen» и «Reality», часто прикрепляли ярлык — «лучший альбом со времен Scary Monsters». В последнем издании музыкальной биографии певца Strange Fascination биограф Дэвид Бакли (англ. David Buckley) отметил, что «Боуи должен был вешать стикер на свой следующий альбом, с надписью — „Лучший со времен Scary Monsters“ и дело с концом».
В 2000 году журнал Q поставил «Scary Monsters» на #30 в списке «100 величайших британских альбомов всех времен». В 2002 году Pitchfork Media поставил альбом на #93 в списке «100 лучших альбомов 1980-х».

## Список композиций
Слова и музыка всех песен Дэвид Боуи, за исключением отмеченных.
| №  | Название                            | Текст песни             | Длительность |
| -- | ----------------------------------- | ----------------------- | ------------ |
| 1. | «It's No Game (No. 1)»              | Боуи, пер. Хисаши Миура | 4:20         |
| 2. | «Up the Hill Backwards»             |                         | 3:15         |
| 3. | «Scary Monsters (And Super Creeps)» |                         | 5:12         |
| 4. | «Ashes to Ashes»                    |                         | 4:25         |
| 5. | «Fashion»                           |                         | 4:49         |

| №  | Название               | Автор(ы)   | Длительность |
| -- | ---------------------- | ---------- | ------------ |
| 1. | «Teenage Wildlife»     |            | 6:56         |
| 2. | «Scream Like a Baby»   |            | 3:35         |
| 3. | «Kingdom Come»         | Том Верлен | 3:45         |
| 4. | «Because You're Young» |            | 4:54         |
| 5. | «It's No Game (No. 2)» |            | 4:22         |

## Участники записи

### Музыканты
- Дэвид Боуи: вокал, клавишные, бэк-вокал, продюсер
- Карлос Аломар: гитара
- Джордж Мюррей: бас
- Деннис Дэвис: ударные и перкуссия

### Дополнительные музыканты
- Чак Хэммер[англ.]: гитаро-синтезатор на «Ashes to Ashes» и «Teenage Wildlife»
- Роберт Фрипп: гитара на «Fashion», «It’s No Game», «Scary Monsters (and Super Creeps)», «Kingdom Come», «Up the Hill Backwards» and «Teenage Wildlife»
- Рой Биттен[англ.]: фортепиано на «Teenage Wildlife», «Ashes to Ashes» и «Up the Hill Backwards»
- Энди Кларк[англ.]: синтезатор на «Fashion», «Scream Like a Baby», «Ashes to Ashes» и «Because You’re Young»
- Пит Таунсенд: гитара на «Because You’re Young»
- Тони Висконти: акустическая гитара на «Scary Monsters (and Super Creeps)» и «Up the Hill Backwards», бэк-вокал, продюсер
- Lynn Maitland: бэк-вокал
- Крис Портер: бэк-вокал
- Michi Hirota: голос человека на «It’s No Game (No. 1)»

## Хит-парады

### Альбом
| Год  | Хит-парад                           | Высшая позиция |
| ---- | ----------------------------------- | -------------- |
| 1980 | Australian Kent Report Albums Chart | 1              |
| 1980 | UK Albums Chart                     | 1              |
| 1980 | Billboard 200                       | 12             |
| 1980 | Norwegian Albums Chart              | 3              |
| 1980 | Austrian Albums Chart               | 20             |
| 1980 | Swedish Albums Chart                | 4              |

| Чарт (1980)                  | Позиция |
| ---------------------------- | ------- |
| Великобритания (Gallup Poll) | 21      |
| Канада (RPM Year-End)        | 54      |

### Сингл
| Год  | Сингл                               | Хит-парад               | Высшая позиция |
| ---- | ----------------------------------- | ----------------------- | -------------- |
| 1980 | «Ashes to Ashes»                    | UK Singles Chart        | 1              |
| 1980 | «Ashes to Ashes»                    | Australia               | 3              |
| 1980 | «Ashes to Ashes»                    | Norwegian Singles Chart | 3              |
| 1980 | «Fashion»                           | UK Singles Chart        | 5              |
| 1980 | «Fashion»                           | Billboard Pop Singles   | 70             |
| 1980 | «Fashion»                           | Norwegian Singles Chart | 9              |
| 1981 | «Scary Monsters (and Super Creeps)» | UK Singles Chart        | 20             |
| 1981 | «Up the Hill Backwards»             | UK Singles Chart        | 32             |

## Сертификация
| Организация | Статус  | Дата              |
| ----------- | ------- | ----------------- |
| BPI — UK    | Золотой | 17 сентября, 1980 |